# Палестинское еврейское колонизационное общество

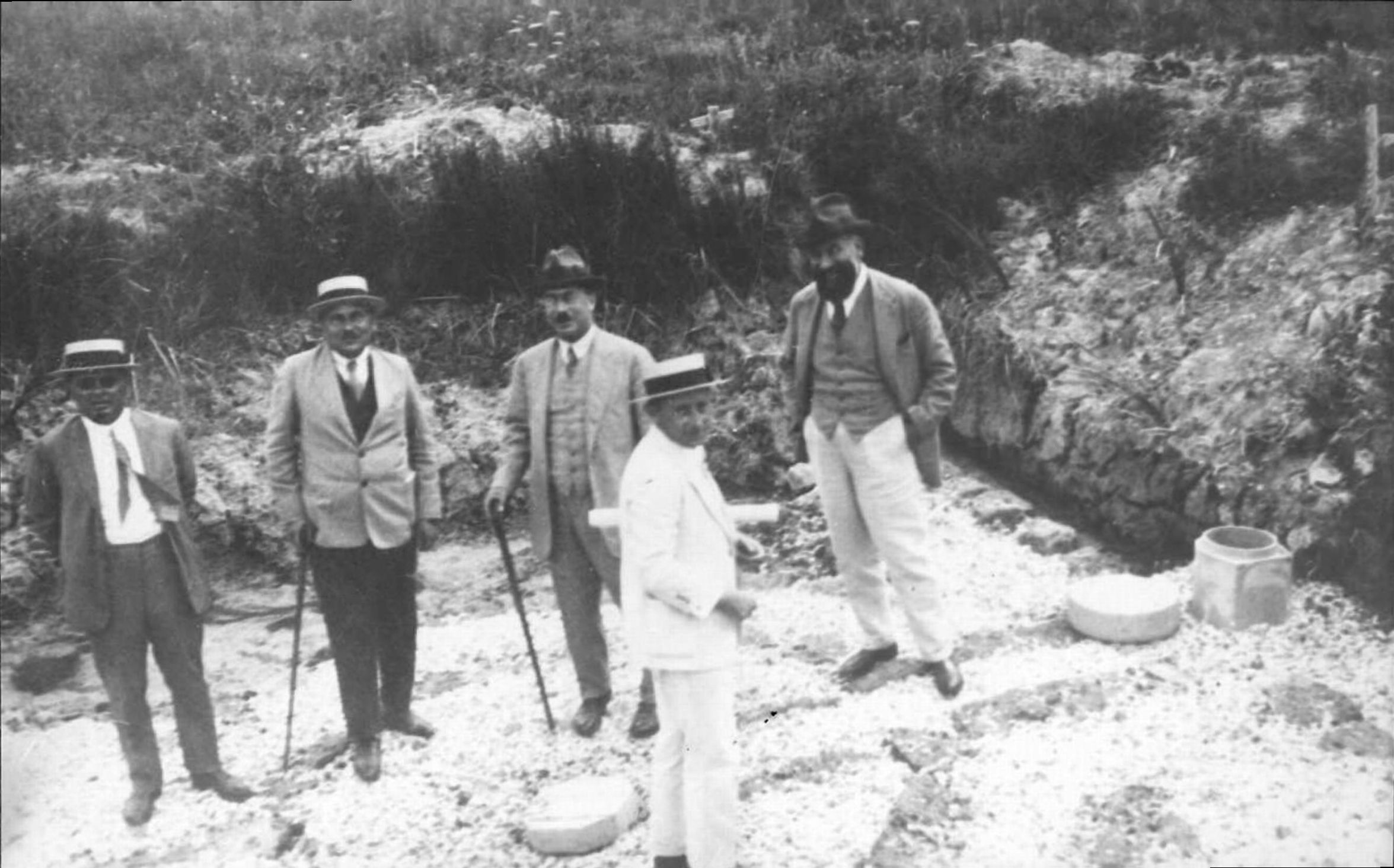
Члены Палестинского еврейского колонизационного общества на болоте Кабра. Справа налево: Иегуда Цви Розенхек, генеральный управляющий; Шмуэль Гольдман, инженер; Генри Франк, директор; Моше Гинсбург, главный казначей и Амрам Хазнов, агроном.

Палестинское еврейское колонизационное общество ( идиш פיק"א‎,  англ. Palestine Jewish Colonization Association (PICA) ) – организация, способствовавшая поселению евреев в Палестине, основанная в 1924 году и распущенная в 1957 году. Играла важную роль в экономической поддержке ишува в подмандатной Палестине, а затем – государства Израиль. 
Еврейское колонизационное общество (JCA или ICA) было основано филантропом бароном Морисом де Хиршем в 1891 году, чтобы помочь евреям из России и Румынии поселиться в Аргентине . После смерти барона де Хирша в 1896 году JCA также начала помогать еврейскому поселению в Палестине. Ему в конце 1899 года Эдмонд Джеймс де Ротшильд передал право на управление своими колониями в Палестине, а также пятнадцать миллионов франков. В 1924 году барон де Ротшильд преобразовал отделение JCA, занимающееся колониями в Палестине, в Палестинское еврейское колонизационное общество под руководством своего сына Джеймса Армана де Ротшильда.  
После беспорядков в Палестине в 1929 году Палестинское еврейское колонизационное общество оказало помощь в восстановлении сельскохозяйственных колоний, которые были повреждены.  
Джеймс де Ротшильд, который умер в 1957 году, в своем завещании написал, что PICA должна передать большую часть своей земли в Израиле Еврейскому национальному фонду.  31 декабря 1958 года Палестинское еврейское колонизационное общество согласилось передать свое право владения землей в Сирии и Ливане государству Израиль.